# Melanephia teretipalpa
Melanephia teretipalpa là một loài bướm đêm trong họ Noctuidae.